# JBL 2009-10

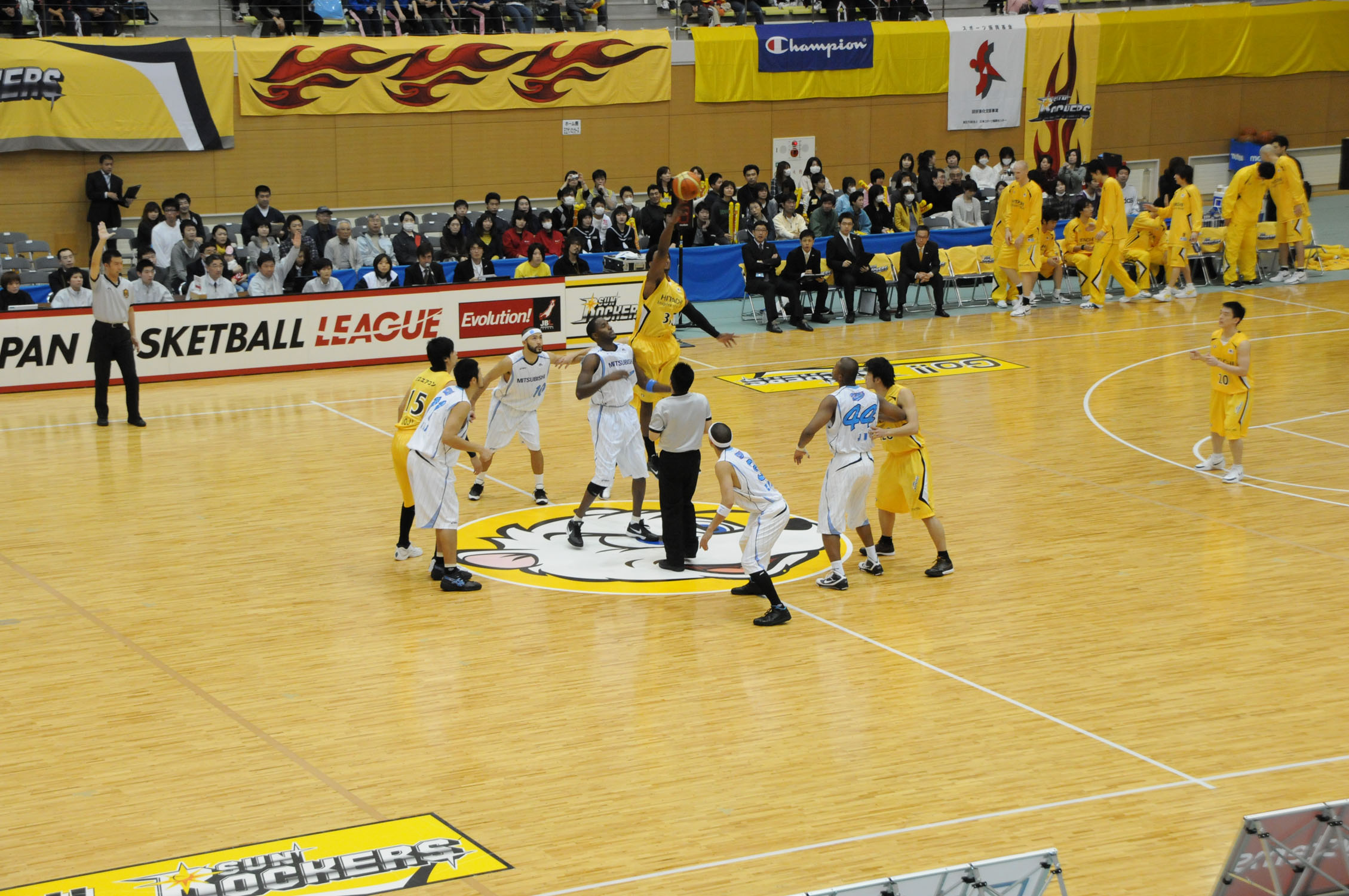
2009-2010 レギュラーシーズン、日立対三菱電機。琴丘総合体育館。

JBL 2009-10は、2009年10月3日から2010年4月まで、日本各地で行われたバスケットボールリーグである。

## 参加チーム
- レラカムイ北海道
- リンク栃木ブレックス
- 日立サンロッカーズ
- 東芝ブレイブサンダース
- トヨタ自動車アルバルク
- アイシンシーホース
- 三菱電機ダイヤモンドドルフィンズ
- パナソニックトライアンズ

## 試合方式

### レギュラーシーズン
- 前回より試合数が増加し、8チームによる6回戦総当たり（1チーム42試合）のリーグ戦を戦う。
- 前年度までの「リーグカード」は廃止され、6回戦のうちホーム・アンド・アウェーで各2試合、残る2試合はいずれか一方のホームゲームとなるが、対戦カードによって異なる。4チーム（レラカムイ・リンク栃木・東芝・三菱電機）はホームゲーム各22試合、残る4チーム（日立・トヨタ・アイシン・パナソニック）はホームゲーム各20試合となる。
- 12月は東アジア大会、1月は全日本総合バスケットボール選手権大会によるそれぞれ中断あり。
- 上位4チームがプレーオフに進出する。

### プレーオフ

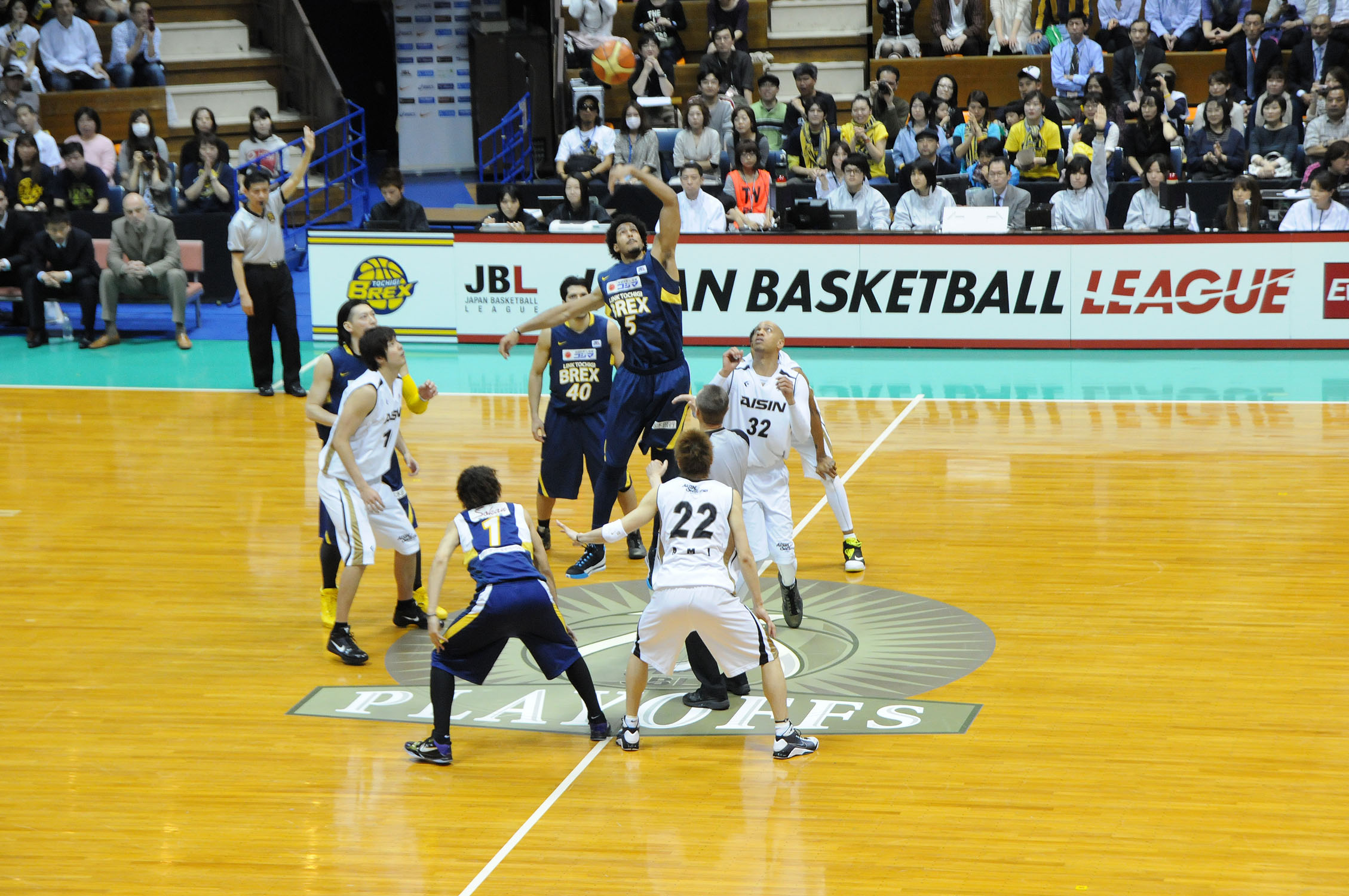
2009-2010 プレーオフファイナル第2戦、リンク栃木ブレックス対アイシンシーホース。代々木第二体育館。

- 2010年4月3日開幕。
- レギュラーシーズン1位と4位、2位と3位の組み合わせで3戦2勝方式のセミファイナルを戦い、勝者は5戦3勝方式のファイナルに進む。
- セミファイナルのうち1カードはブレックスアリーナ宇都宮で開催。セミファイナルもう1カードとファイナルは昨年と同じ国立代々木競技場第二体育館で開催。
- リンク栃木がセミファイナルに進出した場合、順位に関係なくブレックスアリーナで開催。進出しなかった場合は2位vs3位がブレックスアリーナでの開催となる。
- 今大会はFIBA国際主審を海外から招いて行う。

### オールスターゲーム
12月23日に月寒アルファコートドームで開催。ファン投票などにより選出された2チームによる東西対抗形式となる。
ファン投票及び監督推薦により出場選手が決定される。

## 結果

### レギュラーシーズン順位
| 順位 | チーム名                         | 成績     | 勝率 |
| ---- | -------------------------------- | -------- | ---- |
| 1    | アイシンシーホース               | 31勝11敗 | .738 |
| 2    | リンク栃木ブレックス             | 27勝15敗 | .643 |
| 3    | パナソニックトライアンズ         | 25勝17敗 | .595 |
| 4    | 日立サンロッカーズ               | 23勝19敗 | .548 |
| 5    | 東芝ブレイブサンダース           | 22勝20敗 | .524 |
| 6    | トヨタ自動車アルバルク           | 20勝22敗 | .476 |
| 7    | レラカムイ北海道                 | 12勝30敗 | .286 |
| 8    | 三菱電機ダイヤモンドドルフィンズ | 8勝34敗  | .190 |

### プレーオフ
セミファイナル（4月3～5日）
| 戦 | 勝者                                             | スコア  | 敗者                                 | 会場       |
| -- | ------------------------------------------------ | ------- | ------------------------------------ | ---------- |
| 1  | リンク栃木ブレックス （レギュラーシーズン・2位） | 81 - 91 | パナソニックトライアンズ （同・3位） | ブレックス |
| 2  | リンク栃木ブレックス （レギュラーシーズン・2位） | 84 - 72 | パナソニックトライアンズ （同・3位） | ブレックス |
| 3  | リンク栃木ブレックス （レギュラーシーズン・2位） | 81 - 80 | パナソニックトライアンズ （同・3位） | ブレックス |
| 1  | アイシンシーホース （同・1位）                   | 66 - 61 | 日立サンロッカーズ （同・4位）       | 代々木第二 |
| 2  | アイシンシーホース （同・1位）                   | 61 - 46 | 日立サンロッカーズ （同・4位）       | 代々木第二 |

ファイナル（4月10～15日）
| 戦 | 優勝                 | スコア  | 準優勝             | 会場       |
| -- | -------------------- | ------- | ------------------ | ---------- |
| 1  | リンク栃木ブレックス | 88 - 77 | アイシンシーホース | 代々木第二 |
| 2  | リンク栃木ブレックス | 80 - 72 | アイシンシーホース | 代々木第二 |
| 3  | リンク栃木ブレックス | 71 - 63 | アイシンシーホース | 代々木第二 |

### 最終順位
| 順位 | チーム名                         |
| ---- | -------------------------------- |
| 1    | リンク栃木ブレックス             |
| 2    | アイシンシーホース               |
| 3    | パナソニックトライアンズ         |
| 4    | 日立サンロッカーズ               |
| 5    | 東芝ブレイブサンダース           |
| 6    | トヨタ自動車アルバルク           |
| 7    | レラカムイ北海道                 |
| 8    | 三菱電機ダイヤモンドドルフィンズ |

### オールスターゲーム

#### 出場選手
- EAST

☆ 五十嵐圭→正中岳城(トヨタ)
☆ 折茂武彦(レラカムイ)
☆ 井上聡人→山田大治(レラカムイ)
☆ 竹内譲次(日立)
☆ 伊藤俊亮(リンク栃木)
☆ チャールズ・オバノン(トヨタ)
☆ サイラス・テイト(レラカムイ)
・ 田臥勇太(リンク栃木)
・ 川村卓也(リンク栃木)
・ 岡田優介(トヨタ)
- WEST

☆ 石崎巧(東芝)
☆ 朝山正悟(アイシン)
☆ 網野友雄(アイシン)
☆ 竹内公輔(アイシン)
☆ 桜木ジェイアール(アイシン)
☆ タイラー・ニュートン(東芝)
☆ ジェラルド・ハニーカット(パナソニック)
・ 柏木真介(アイシン)
・ 広瀬健太(パナソニック)
・ 鵜澤潤(三菱電機)

#### 結果
| 勝者 | 結果      | 敗者 | MVP      |
| ---- | --------- | ---- | -------- |
| EAST | 132 - 120 | WEST | 折茂武彦 |

## JBLアウォード
| 部門                         | 受賞者               | チーム     |
| ---------------------------- | -------------------- | ---------- |
| レギュラーシーズンMVP        | 竹内公輔             | アイシン   |
| プレーオフMVP                | 田臥勇太             | リンク栃木 |
| ルーキー・オブ・ザ・イヤー   | 西村文男             | 日立       |
| コーチ・オブ・ザ・イヤー     | トーマス・ウィスマン | リンク栃木 |
| レフェリー・オブ・ザ・イヤー | 木葉一総             |            |

### ベスト5
| P   | 受賞者           | チーム       |
| --- | ---------------- | ------------ |
| G   | 木下博之         | パナソニック |
| G/F | 川村卓也         | リンク栃木   |
| F   | 竹内譲次         | 日立         |
| F/C | 竹内公輔         | アイシン     |
| C   | 桜木ジェイアール | アイシン     |

### リーダーズ
| 部門               | 受賞者               | チーム       | 記録    |
| ------------------ | -------------------- | ------------ | ------- |
| 得点               | 川村卓也             | リンク栃木   | 20.50点 |
| アシスト           | 木下博之             | パナソニック | 4.08本  |
| リバウンド         | 竹内公輔             | アイシン     | 11.40本 |
| 野投成功率         | タイラー・ニュートン | 東芝         | 63.73%  |
| フリースロー成功率 | 柏木真介             | アイシン     | 88.41%  |
| 3P成功率           | 永山誠               | パナソニック | 46.84%  |
| スティール         | 佐藤稔浩             | 日立         | 2.91本  |
| ブロックショット   | 竹内公輔             | アイシン     | 2.02本  |

## 備考
- 今大会はリンク栃木が1967年の第1回日本リーグ以来史上初めてプロチームによるプレーオフ進出及び優勝を決めると言う歴史的なシーズンとなった。
- 一方、3連覇を目指したアイシンはレギュラーシーズンこそ1位であったが、ファイナルで3連敗を喫し、現JBL下で続いた連覇は2で止まった。
- トヨタはスーパーリーグ2004-05からプレーオフ進出が続いていたが、今大会で6位に終わり連続プレーオフ進出が「5」で途切れた。